# Sziverma-felföld
A Sziverma-felföld (oroszul плато Сыверма [plato Sziverma]) tájegység Oroszországban, Észak-Ázsiában, a Közép-szibériai-fennsík része. Közigazgatásilag a Krasznojarszki határterülethez tartozik.
A Közép-szibériai-fennsíkon, a Putorana-fennsíktól délre helyezkedik el. Keleten a Viljuj-felföld, nyugaton a Tunguz-felföld északi része, délen az Alsó-Tunguszka völgye határolja. Legmagasabb pontja valamivel meghaladja az 1000 métert.
Legjelentősebb folyói a Putorana-fennsíkon erednek, többnyire déli, délkeleti irányban szelik át a platót és az Alsó-Tunguszka középső szakaszába torkollnak: 
- a Kocsecsum (733 km) és nagy jobb oldali mellékfolyója, a Tembencsi (571 km)
- a Vivi (426 km)